# Marof
Marof is een plaats in de gemeente Sveti Martin na Muri in de Kroatische provincie Međimurje. De plaats telt 111 inwoners (2001).